# 瓦尔达尔河
瓦尔达尔河（羅馬化：Vardar），又称阿克西奥斯河（羅馬化：Aksiós），欧洲巴尔干半岛河流，干流流经北马其顿、希腊。瓦尔达尔河为马其顿最长河流。瓦尔达尔河源于北马其顿和阿尔巴尼亚边境的沙爾山脈，流经北马其顿北部，经、韦莱斯，进入希腊境内，之后注入爱琴海的萨洛尼卡湾。全长388公里，流域面积25,000平方（9,653平方英里）。 最大水深4（13英尺）。